# Головин, Александр Иванович
Алекса́ндр Ива́нович Голови́н (?—1766) — высокопоставленный чиновник Адмиралтейской конторы, закончивший службу в чине адмирала. Сын адмирала Ивана Михайловича Головина, племянник казнённого Степана Глебова.

## Биография
Время рождения его неизвестно. В 1711 году он был послан обучаться морским наукам в Данию, откуда дважды плавал на купеческом корабле через Голландию и Англию в Архангельск и обратно. В октябре 1717 года поступил в университет Галле. В январе 1719 года уже был офицером (унтер-лейтенант) русского галерного флота, с декабря 1721 года — лейтенант. В 1725 году взял годичный отпуск от службы.
При преемниках Петра I он служил советником Адмиралтейской конторы. По штату 1733 года поступил прямо в генерал-интенданты с чином контр-адмирала. В 1747 году был пожалован орденом Св. Анны и чином вице-адмирала. В день тезоименитства императрицы 5 сентября 1748 года был награждён знаками ордена Св. Александра Невского.
После упразднения чина генерал-интенданта (1751) оставался членом Адмиралтейской коллегии. В мае 1757 года был произведён «адмиралом в коллегии». После 44 лет «беспорочной службы» Головин подал в марте 1761 года прошение об увольнении, ссылаясь на преклонный возраст и болезни. Прошение было удовлетворено год спустя Петром III.
В браке с Марией Ионовной Новосильцевой (1716?—1781) имел двух дочерей: Екатерину (05.10.1728—09.09.1769), бывшую замужем за обер-гофмаршалом князем Николаем Михайловичем Голицыным (1727—1787), и Анну (1732—1784), которая в 1755 году вышла замуж за князя Михаила Васильевича Голицына (1729—1762), племянника печально известного «Квасника».
Умер в 1766 году.

## Владения
Головин унаследовал от отца дом «в 53 покоя» вблизи Зимней канавки, выстроенный по проекту Н. Ф. Гербеля. Внутри этого семейного особняка А. И. Головин устроил для своей матери церковь, для чего воспользовался имуществом церкви, ранее существовавшей в Адмиралтействе. Освящённая 16 (27) марта 1757 года в честь апостола Андрея Первозванного, домовая церковь адмирала Головина просуществовала до его смерти.
В окрестностях столицы адмиралу Головину принадлежал обширный приморский двор, занимавший участок между Красным кабачком и мызой Лигово. После выхода в отставку Головин, видимо, задумался об устройстве «подмосковной», ибо принялся скупать земли вдоль Серпуховской дороги. В 1764 г. он купил у князя Одоевского село Троицкое, а затем и соседнее Никольское, но ничего построить здесь не успел.
В конце XVIII века все значительные имения этой ветви боярского рода Головиных унаследовал и промотал единственный внук Александра Ивановича, получивший при крещении его имя, — князь Александр Голицын по прозвищу Cosa rara.